# Lo’ay Al-Amaireh
Lo’ay Al-Amaireh (ur. 30 listopada 1977 w Ma’an) – jordański piłkarz, grający na pozycji bramkarza w klubie Shabab Al-Ordon Club.

## Kariera klubowa
Lo’ay Al-Amaireh od 2002 roku jest zawodnikiem Al-Faisaly Amman. Z Al-Faisaly czterokrotnie zdobył mistrzostwo Jordanii w 2003, 2004, 2010 i 2012, sześciokrotnie Puchar Jordanii w 2002, 2003, 2004, 2005, 2008 i 2012 oraz trzykrotnie Superpuchar Jordanii w 2004, 2004 i 2006. W latach 2014-2016 grał w Shabab Al-Ordon Club, a w sezonie 2016/2017 w Sahab SC. Jesienią 2017 grał w Al-Faisaly, a w 2018 wrócił do Shabab Al-Ordon.

## Kariera reprezentacyjna
W reprezentacji Jordanii Al-Amaireh zadebiutował 11 lutego 2002 roku w przegranym 0:2 towarzyskim meczu z Mołdawią. W 2007 i 2008 roku uczestniczył w eliminacjach Mistrzostw Świata 2010. W 2011 został powołany na Puchar Azji. W reprezentacji rozegrał 31 spotkań.